# Buurrichter
Een buurrichter of boerrichter is de oude term voor een vrederechter in een boerengemeenschap. Buurrichters kwamen voor in de oostelijke delen van Nederland en in delen van Duitsland.
De buurschap (Latijn: villa of burscapium) vormde in de middeleeuwen een rechtsgebied. De naam is afgeleid van het Oudnederduitse woord bur, dat boer, buur en bewoner betekende.
De eigenerfde boeren vormden gezamenlijk het rechtscollege van de gemeenschap, het buurgericht. De rechter was een (soms gekozen) buurrichter. Vaak was dit de meier van een hofhorige boerderij.